# Pinckneya
Pinckneya là một chi thực vật có hoa trong họ Thiến thảo (Rubiaceae).

## Loài
Chi Pinckneya gồm các loài: